# Macarena Santelices
Macarena Eugenia Santelices Cañas (Viña del Mar, Región de Valparaíso, 15 de agosto de 1977) es una periodista, presentadora de televisión y política chilena, militante del Partido Republicano de Chile (PRCh). Fue ministra de la Mujer y la Equidad de Género bajo el segundo gobierno de Sebastián Piñera, entre el 6 de mayo y el 9 de junio de 2020. Anteriormente se desempeñó como alcaldesa de Olmué (2012-2019) y concejala de la misma comuna (2008-2012).

## Familia y estudios
Hija de Luis Santelices Barrera quien fue alcalde de la comuna de Los Andes entre 1986 y 1989, y Ana Eugenia Cañas Pinochet. Es sobrina nieta del General Augusto Pinochet.
Estudió licenciatura en ciencias de la comunicación en la Universidad Viña del Mar, titulándose como periodista. Posteriormente obtuvo un máster en comunicación de la Universidad de Alcalá, España.
En 2012 se casó con el guionista y director Leonardo «Lalo» Prieto, con quien tiene dos hijos.

## Carrera profesional
El comienzo de su carrera televisiva data del año 2000, estando en cuarto año de periodismo, tuvo sus inicios como conductora del programa Interconsulta del canal viñamarino QBC, que transmitía en la plataforma de televisión pagada de la empresa VTR. En el año 2001, realizó su práctica profesional en Mega, prestando colaboración para la cobertura de las elecciones parlamentarias de ese año.
Una vez titulada, se convirtió en la lectora de noticias de Página Uno de UCV Televisión, durante los meses de enero y febrero de 2002, reemplazando a la periodista Andrea Canala-Echevarría. Meses más tarde, llegó a La Red para hacerse cargo de la edición de cierre del informativo Telediario, llegando dicha etapa a su fines de 2002.
El año 2003, retornó a Mega como reportera para programas como Hola Andrea, Morandé con compañía, Mekano, Siempre contigo, Mucho gusto, entre otros espacios del canal privado. En la gira de la Teletón 2003 se convirtió en la «Reina de la gira». Su permanencia en Mega dura hasta 2005, ya que se trasladó a Canal 13 para ser panelista estable del programa Tarde libre, en el cual tenía una sección de salud titulada «De la cabeza a los pies», que terminó en diciembre de 2005.
Tras un receso de sus apariciones en televisión iniciado en 2006, cuando asumió como concejala, en 2010 asume la conducción del noticiero central de UCV Televisión noticias, hasta 2012, cuando asume la conducción de la edición de la tarde. Más tarde, ese mismo año, dejó la televisión para dedicarse a su candidatura a la alcaldía de Olmué.

## Carrera política
Fue militante de la Unión Demócrata Independiente (UDI), partido al que llegó en 1995 y por su valoración positiva a la pasada dictadura militar. “Hay que reconocer todo lo bueno que hizo el gobierno militar” sostuvo el 2016 en La Tercera, mientras que en 2020 durante un programa de televisión cuestionó el calificativo de dictadura, indicando que «cuando hay personas de derecha que incluso participaron del gobierno militar y de las Fuerzas Armadas, que hoy día hablen de dictadura, eso me parece ya mucho (...) ¿hay alguna dictadura en el mundo que haya entregado el poder tras un proceso democrático, que fue el Sí y el No?, ¿hay alguna otra dictadura en el mundo que haya entregado el poder de forma pacífica, con un plebiscito?» En la UDI ejerció como vicepresidenta y tesorera.
En las elecciones municipales de 2008, postuló como concejala por Olmué, obteniendo la primera mayoría comunal, con un 8,69%, conservando su puesto hasta el 6 de diciembre de 2012, fecha de finalización del periodo edilicio.
Para las elecciones municipales de 2012 fue elegida alcaldesa de misma comuna, siendo reelegida en las municipales de 2016. En ese rol fue elegida vicepresidenta de la Asociación Chilena de Municipalidades (AChM) en marzo de 2019. El 13 de octubre de 2019 renunció a su cargo como alcaldesa para postular al de gobernadora regional en las elecciones de esa función pública de 2020, haciendo efectiva esta renuncia el 24 de octubre.

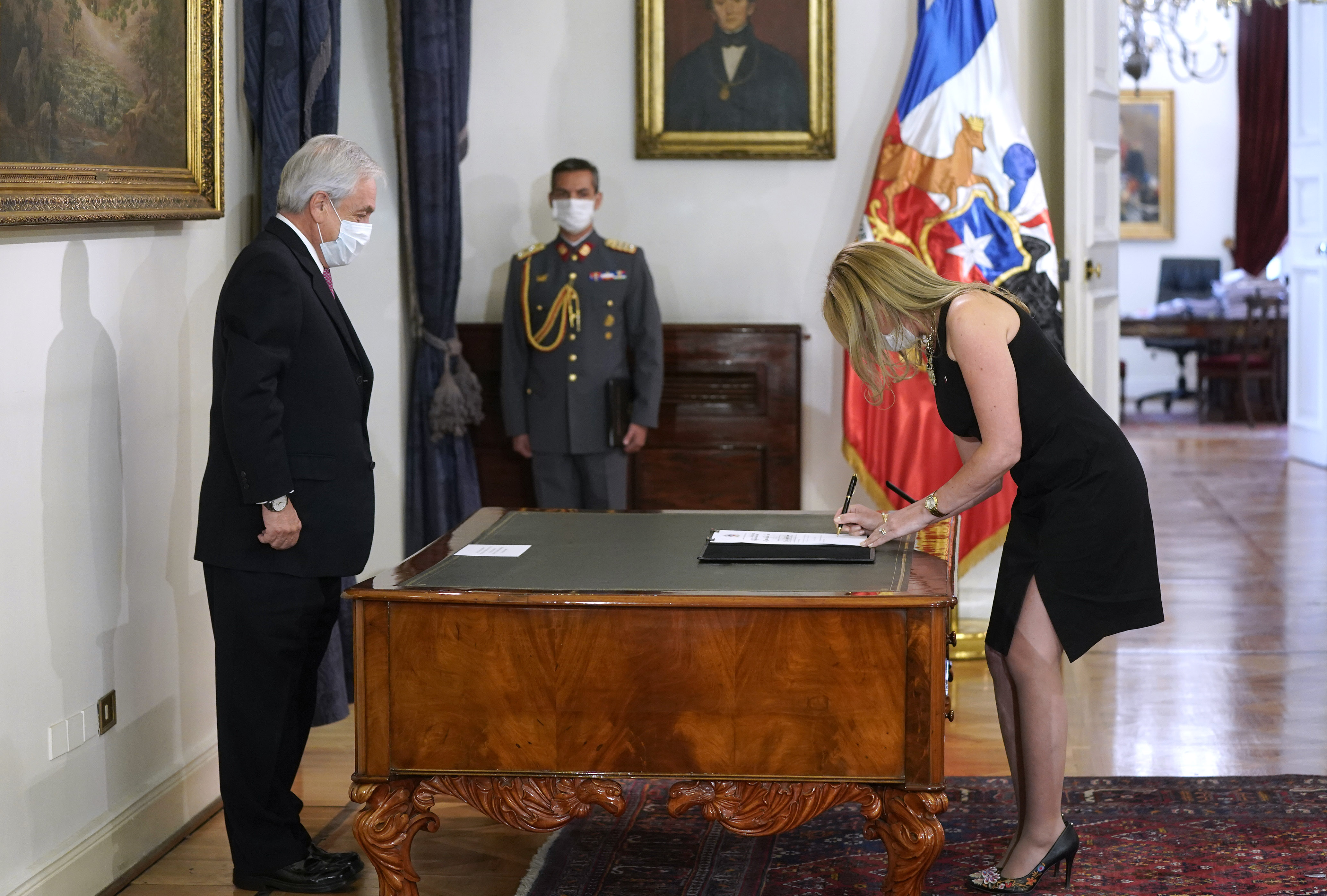
Santelices jurando como ministra.

Sin embargo, el 5 de mayo de 2020 el presidente Sebastián Piñera la nombró ministra de la Mujer y la Equidad de Género, cargo que estaba vacante desde el 13 de marzo de ese año, tras la renuncia de Isabel Plá. Asumió como ministra el día siguiente.
Su nombramiento generó polémica dentro de la oposición y de la sociedad civil, debido a declaraciones pasadas a favor de la dictadura militar, y otras en contra de los migrantes. Adicionalmente, recibió denuncias en su contra por haber ocultado un caso de acoso sexual —cuando ejercía como alcaldesa de Olmué— contra una profesora de enseñanza básica por parte del director de un colegio de esa comuna, como también de malos tratos contra mujeres trabajadoras de la Municipalidad y desvinculaciones ilegales.
Ya como ministra, fue objeto de polémica por una cuestionada campaña publicitaria que, según detractores, "relativizaba la violencia de género y favorecía al agresor". Posteriormente, nombró en el puesto de jefe de División de Estudios del Ministerio de la Mujer y Equidad de Género a Jorge Ruz, exdirector del diario La Cuarta y organizador del «piscinazo» de la Reina del Festival de Viña, actividad considerada sexista. El 9 de junio de 2020, tras solo 34 días en el cargo, presentó su renuncia al ministerio, en medio de una serie de críticas que se sintetizaron en la frase «No tenemos ministra», difundida en medios oficiales y redes sociales.
En agosto de 2021, se sumó como vocera de la campaña presidencial del candidato republicano José Antonio Kast, para la elección de noviembre de ese año, rechazando así ofrecimientos de la UDI y RN para ir como candidata a diputada en las elecciones parlamentarias.

## Programas de televisión
| Año       | Programa                | Rol                    | Canal      |
| --------- | ----------------------- | ---------------------- | ---------- |
| 2000-2001 | Interconsulta           | Conductora             | QBC        |
| 2002      | Página Uno              | Lectora de noticias    | UCV TV     |
| 2002-2003 | Telediario              | Lectora de noticias    | La Red     |
| 2003-2005 | Programas varios        | Reportera y periodista | Megavisión |
| 2005      | Tarde Libre             | Panelista              | Canal 13   |
| 2010-2012 | UCV Televisión noticias | Lectora de noticias    | UCV TV     |

## Historial electoral

### Elecciones municipales de 2008
- Elecciones municipales de 2008, para el concejo municipal de Olmué[11]

### Elecciones municipales de 2012
- Elecciones municipales de 2012, para la alcaldía de Olmué[27]

### Elecciones municipales de 2016
- Elecciones municipales de 2016, para la alcaldía de Olmué[28]